# Puente Lubiáns
El puente Lubiáns (en gallego: Ponte Lubiáns o Ponte Vella) es un puente romano situado en el cruce de caminos entre el concello de Carballo y el de Coristanco, ambos de la provincia de La Coruña (Galicia, España) y a escasos metros de la carretera C-552. Por el puente cruzaba una calzada romana conocida como Per Loca Marítima, que partía desde la actual La Coruña hasta Finisterre.
El puente aparece junto a la Torre de Nogueira en el escudo del municipio de Coristanco.